# 八戸市役所
八戸市役所（はちのへしやくしょ）は、日本の地方公共団体である八戸市の事務を行う施設（役所）である。

## 名称
八戸市の場合、公式には「八戸市庁（はちのへしちょう）」の呼称を用いている。また、八戸市営バスや南部バスのバス停名称も「市庁前」となっている。なお、青森県庁では他の市と区別することなく「八戸市役所」の呼称を使用しており、本項でもそれに従う。

## 本庁舎

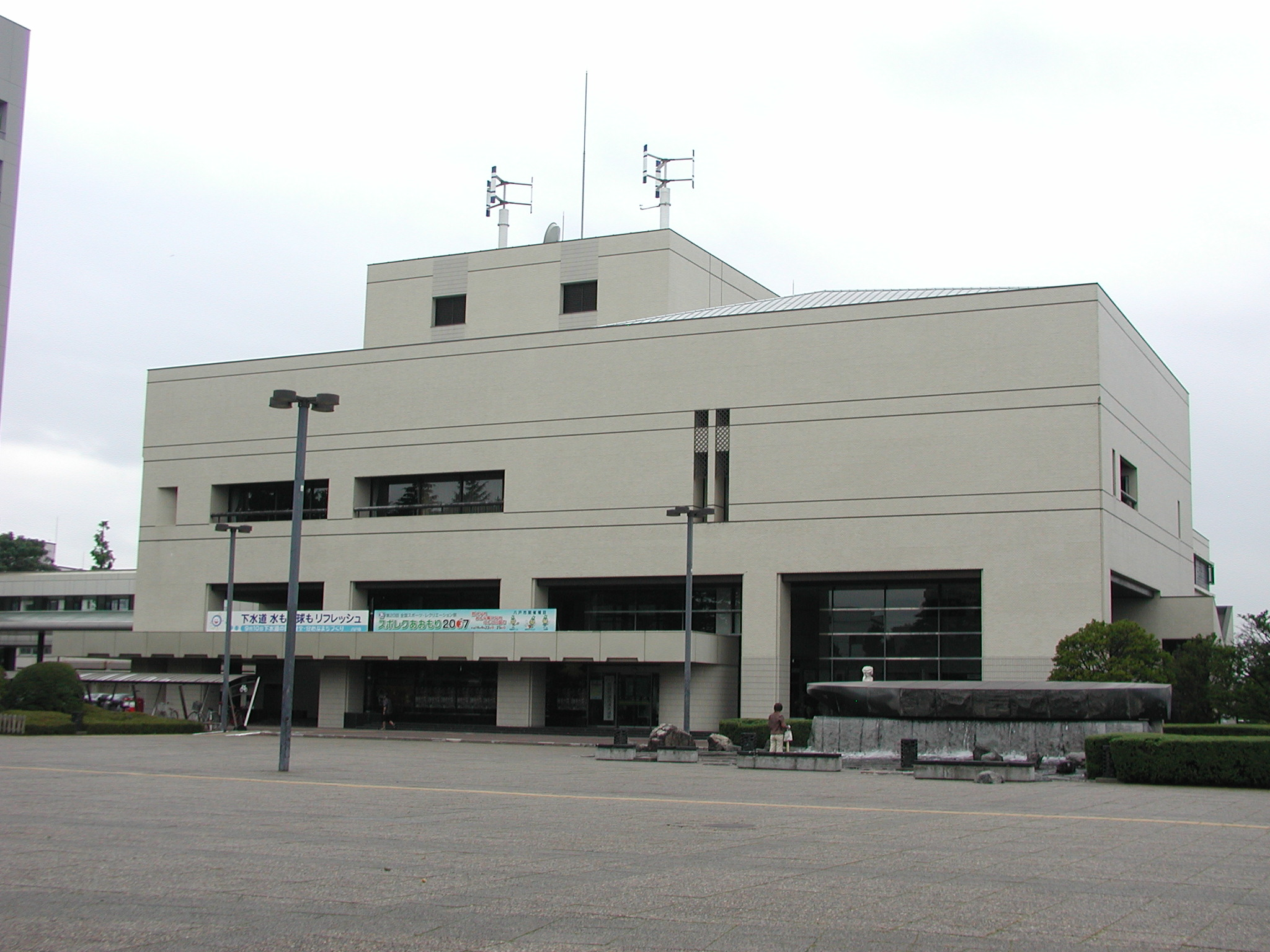
八戸市庁本館（2007年7月）

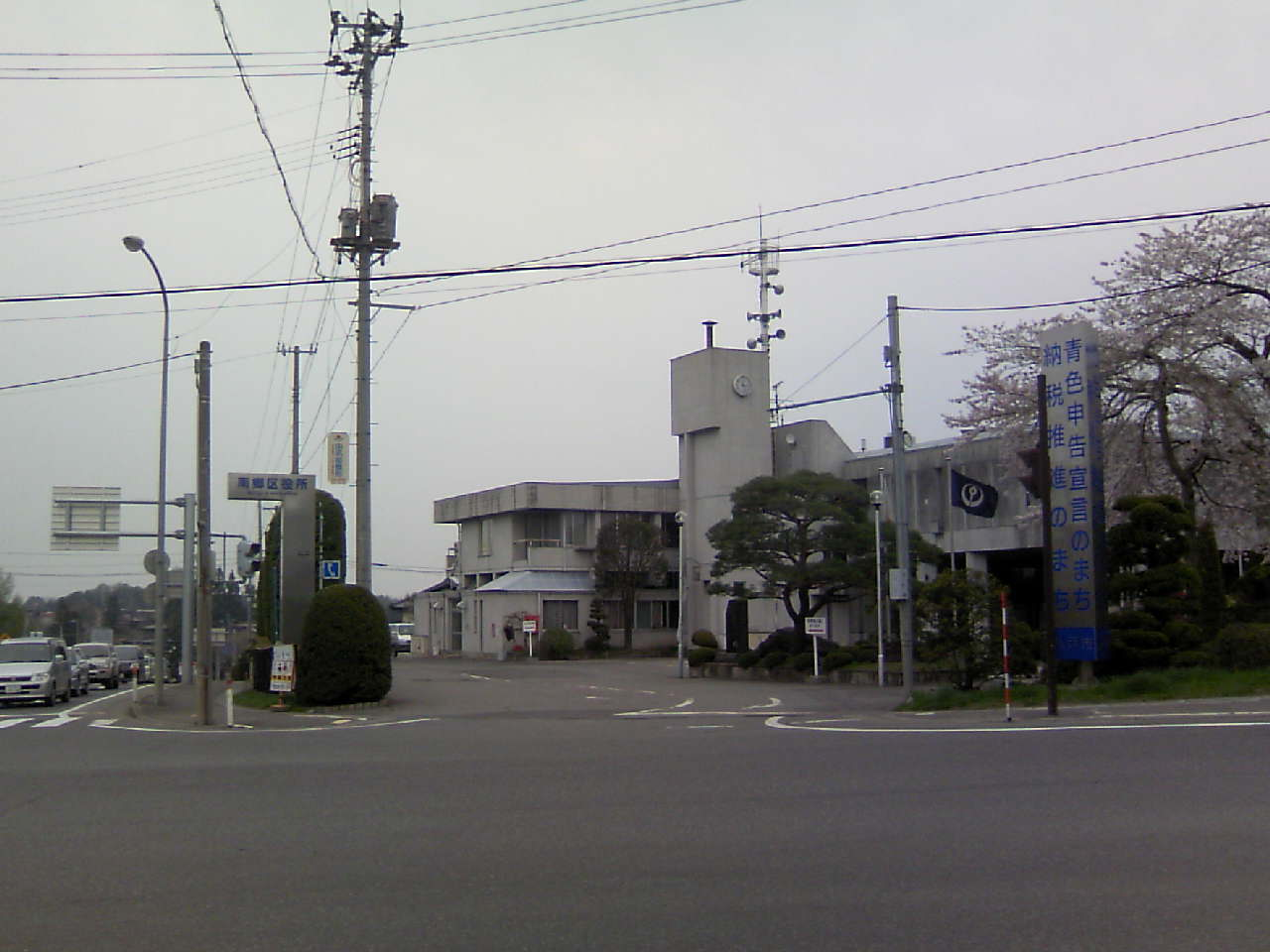
南郷事務所（2007年5月撮影）2005年3月31日

### 各階
2012年4月現在
| 階     | 本館 |
| ------ | --- |
| 5階    | 教育長室、教育部長室、教育総務課、学校教育課、教育指導課、会議室、監査委員室、監査委員事務局                                                                                                 |
| 4階    | 総合政策部長室、政策推進課、市民連携推進課、広報市民連携課、広報統計課、防災安全部長室、防災危機管理課、防犯交通安全課、社会教育課、地方紙記者室                                             |
| 3階    | 市議会（議長室、副議長室、議会事務局長室、議会事務局（庶務課・議事課）、議場）、委員会室、会議室                                                                                             |
| 2階    | 市長室、副市長室、秘書課、総務部長室、総務情報管理室（八戸地域広域市町村圏事務組合/事務局）、情報公開総合窓口、選挙管理委員会、管財課、人事課、行政改革推進課、記者クラブ                    |
| 1階    | 市民課、国保年金課、介護保険課（八戸地域広域市町村圏事務組合/介護認定審査課）、市民相談室、市政情報コーナー、くらしの展示室、案内、キャッシュコーナー（青森銀行（幹事）/青い森信用金庫共同） |
| 地下階 | 職員会館（生協売店・食堂・集会室）、医務室 |
|        | 別館高層棟 |
| 10階   | 展望回廊 |
| 9階    | 情報システム課、建築住宅課、会議室 |
| 8階    | 道路建設課、道路維持課、研修室、相談室、会議室 |
| 7階    | 建設部長室、港湾河川課、福祉部長室、福祉政策課、公園緑地課、スポーツ健康課、会議室（A・B）                                                                                                   |
| 6階    | まちづくり文化観光部長室、まちづくり文化推進室、観光課、都市整備部長室、都市政策課、建築指導課、区画整理課                                                                                   |
| 5階    | 商工労働部長室、商工政策課、八戸市消費生活センター、産業振興課、雇用支援対策課、八戸市無料職業紹介所、農林水産部長室、農政課、農業委員会、農林畜産課、会議室                                 |
| 4階    | 財政部長室、財政課、契約検査課、会議室（A・B）、環境部長室、環境政策課、環境保全課 |
| 3階    | 住民税課、資産税課（税証明窓口）、収納課、訪問保健指導員室 |
| 2階    | 市民健康部長室、健康増進課（授乳室）、生活福祉課（福祉事務所） |
| 1階    | 高齢福祉課（地域包括支援センター相談室）、家庭（児童）女性等相談室、巡視室、案内 |
| 地下階 | 書庫、印刷室 |
|        | 別館低層棟 |
| 2階    | 子ども家庭課、大会議室（B・C） |
| 1階    | 出納室、障がい福祉課、青森銀行八戸市庁支店（ATMなし）、キャッシュコーナー（青森銀行・みちのく銀行・青い森信用金庫）                                                                          |

- 売店は2021年（令和3年）12月に閉店したが、2024年（令和6年）3月13日に本館地下にファミリーマート八戸市役所/S店がオープンした[3]。
- 「別館」が完成する以前、庁舎は「旧館」と「新館」から成っていた。「旧館」を取り壊し、跡地に建てられたのが現在の「別館」である。「新館」は建物を継続使用し、名称は「本館」となった。旧館は1994年末の三陸はるか沖地震で損壊（半壊）したために取り壊され、1998年に免震機能を備えた別館が竣工した。別館は八戸市で最も高いビルであり、10階の眺望は良好である。

開庁時間
- 土休日及び年末年始（12月29日～1月3日）を除く8時15分から17時00分。以下の窓口では18時00分まで。
  - 印鑑登録・印鑑証明証明書・住民票の写しの交付・年金現況証明（市民課窓口の一部業務）。
  - 収納課の収納業務・税務相談（祝日を除く月曜と金曜のみ）。
- 市民課の一部窓口は、土曜日午前も業務を行う。
  - 印鑑登録・戸籍謄抄本・住民票の写し・印鑑証明書の交付。

### 所在地
- 〒031-8686 八戸市内丸一丁目1-1

### アクセス
- 東日本旅客鉄道（JR東日本）八戸線本八戸駅（南口）から約400m（徒歩約8分）。
- 八戸市営バス・南部バスの「市庁前」バス停下車、目の前。なお、停車する路線については、八戸市営バス旭ヶ丘営業所・八戸市営バス大杉平バスセンター・南部バス八戸営業所の各項を参照か、下記外部リンクを検索されたし。
- 青森県道23号本八戸停車場線（八戸市道沼館三日町線も重複）沿い。

## 南郷事務所
南郷村が八戸市と合併した際、旧南郷村役場が南郷区役所となり、さらに南郷事務所に改名された。
- 〒031-0111 八戸市南郷大字市野沢字黒坂11-10

## 各市民サービスセンター
- 市川市民サービスセンター
  - 〒039-2241 八戸市大字市川町字赤畑19-3

- 大館市民サービスセンター
  - 〒031-0813 八戸市大字新井田字常光田17-2

- 是川市民サービスセンター
  - 〒031-0023 八戸市大字是川字東前田63-3

- 下長市民サービスセンター
  - 〒039-1164 八戸市下長一丁目4-3

- 館市民サービスセンター
  - 〒039-1105 八戸市大字八幡字館ノ下12-6

- 豊崎市民サービスセンター
  - 〒039-1109 八戸市大字豊崎町字中谷地42-54

- 八戸駅市民サービスセンター
  - 〒039-1101 八戸市大字尻内町字館田1-1（八戸駅ビル2階）

- 南浜市民サービスセンター
  - 〒031-0841 八戸市大字鮫町字棚久保14-118

- 白銀市民サービスセンター
  - 〒031-0821 八戸市白銀三丁目2-14

- 島守市民サービスセンター
  - 〒031-0202 八戸市南郷大字島守字小山田8

## 放送送信設備
- 本庁舎別館高層棟屋上には、コミュニティFM局であるBe FMの送信所が置かれている。

| 放送局名                 | コールサイン | 周波数  | 空中線電力 | ERP | 放送対象地域 | 放送区域内世帯数 | 開局日       |
| ビーエフエム 愛称｢Be FM｣ | JOZZ2AL-FM   | 76.5MHz | 20W        | 39W | 八戸市       | 約24万世帯       | 1999年1月1日 |

- なお、開局当初は空中線電力10Wで、放送区域内世帯数3万9504世帯（当時の八戸市全世帯の47.3%）であった。
- 1998年9月11日、東北電気通信監理局（現：総合通信局）に免許申請、12月17日に本免許交付、1999年1月1日に開局。

## 逸話
- 運動部としてアイスホッケー部があり、毎年冬季に開催される「RAB杯青森県アイスホッケー選手権大会」に出場していた。2009年にクラブチームとなり、「八戸ブルースターズ」となった。